# Macrothemis inequiunguis
Macrothemis inequiunguis är en trollsländeart som beskrevs av Philip Powell Calvert 1895. Macrothemis inequiunguis ingår i släktet Macrothemis och familjen segeltrollsländor. Inga underarter finns listade i Catalogue of Life.